# Vejnəli
Vejnəli (eingedeutscht Weschnäli) ist ein Dorf im Rayon Zəngilan von Aserbaidschan und liegt unweit der Grenze zum Iran.

## Geschichte
Das Oikonym wurde in der vorrevolutionären Zeit (bis 1917) als „Vejnər“ (Weschner) bezeichnet. Über die frühere Geschichte der Ortschaft ist nicht viel bekannt. Das Dorf war in der Sowjetzeit (auch während der Herrschaft des Zarenreiches) hauptsächlich von Aserbaidschanern bevölkert.
Im Ersten Bergkarabachkrieg (1992–1994) wurde Vejnəli und das gesamte Gebiet des Bezirks Zəngilan im Oktober 1993 von armenischen Truppen besetzt und die Bewohner vertrieben. Danach wurde der Ort von der Republik Arzach als Teil der Provinz Kaschatach verwaltet. Im Zuge des Zweiten Bergkarabachkrieges haben die aserbaidschanischen Streitkräfte das Dorf am 30. Oktober 2020 zurückerobert.

## Bodenschätze
Vejnəli ist bekannt für seine Goldvorkommen. Die Goldlagerstätte wurde Ende der 1950er Jahre entdeckt und in den Jahren 1962–1971, 1976–1981 und 1983–1984 umfassend erkundet. Wie die aserbaidschanische Seite berichtet, soll Armenien hier während der Besatzungszeit einen illegalen Goldabbau betrieben haben. Die Gesamteinnahmen beliefen sich dabei auf über 300 Millionen Manat (ca. 160. Mio. Euro) für ein in der Schweiz registriertes Unternehmen. Es handelt sich um den Luxusuhrenhersteller „Frank Muller“ und dessen armenischstämmigen Mitbegründer Wardan Sirmakes. Dieser soll sich in all den Jahren auf Kosten der Vejnəli-Goldmine bereichert haben. Bereits im Dezember 2015 hat ein Bezirksgericht in Baku die Verhaftung von Sirmakes angeordnet und ihn bei Interpol zur Fahndung ausschreiben lassen.